# Фемије
Фемије (грч. Φήμιος; лат. Phemius) био је певач на двору краља Одисеја.

## Митологија
Када су се просци, после одласка Одисеја и његовог дугог одсуства, уселили у кућу код његове жене Пенелопе, убеђујући је да је Одисеј већ одавно мртав и да се неће вратити из Тројанског рата, Фемије их је својим песмама све забављао. 
Када се Одисеј, после десетогодишњег лутања ипак вратио кући, хтео је да се освети Фемију и да га убије, али га је у томе спречио Телемах, Одисејев син, потврдивши Фемејеве речи да је он све то радио јер је био присиљен на то.
- Антички свет је у лику Фемије, као и у лику слепог певача Демодика, видела Хомеров аутопортрет.[1]